# Fläckhakar
Fläckhakar (Modulatricidae) är en familj av ordningen tättingar. Familjen omfattar endast tre arter i tre olika släkten som alla förekommer lokalt i bergstraker i delar av Centralafrika och Östafrika:
- Släktet Modulatrix
  - Prickhake (M. stictigula)
- Släktet Arcanator
  - Fläckhake (A. orostruthus)
- Släktet Kakamega
  - Kakameg (K. poliothorax)

Alla tre betraktades tidigare som timalior (Timaliidae), men är troligen närmast släkt med sockerfåglar (Promeropidae) och inkluderas ofta i denna.